# قلعه هارونی
قلعه هارونی مربوط به دوره ساسانیان است و در شهرستان ابرکوه، بخش بهمن، دهستان اسفندار، روستای هارونی واقع شده و این اثر در تاریخ ۲۶ اسفند ۱۳۸۶ با شمارهٔ ثبت ۲۲۱۱۰ به‌عنوان یکی از آثار ملی ایران به ثبت رسیده است.